# Bristol Zoo

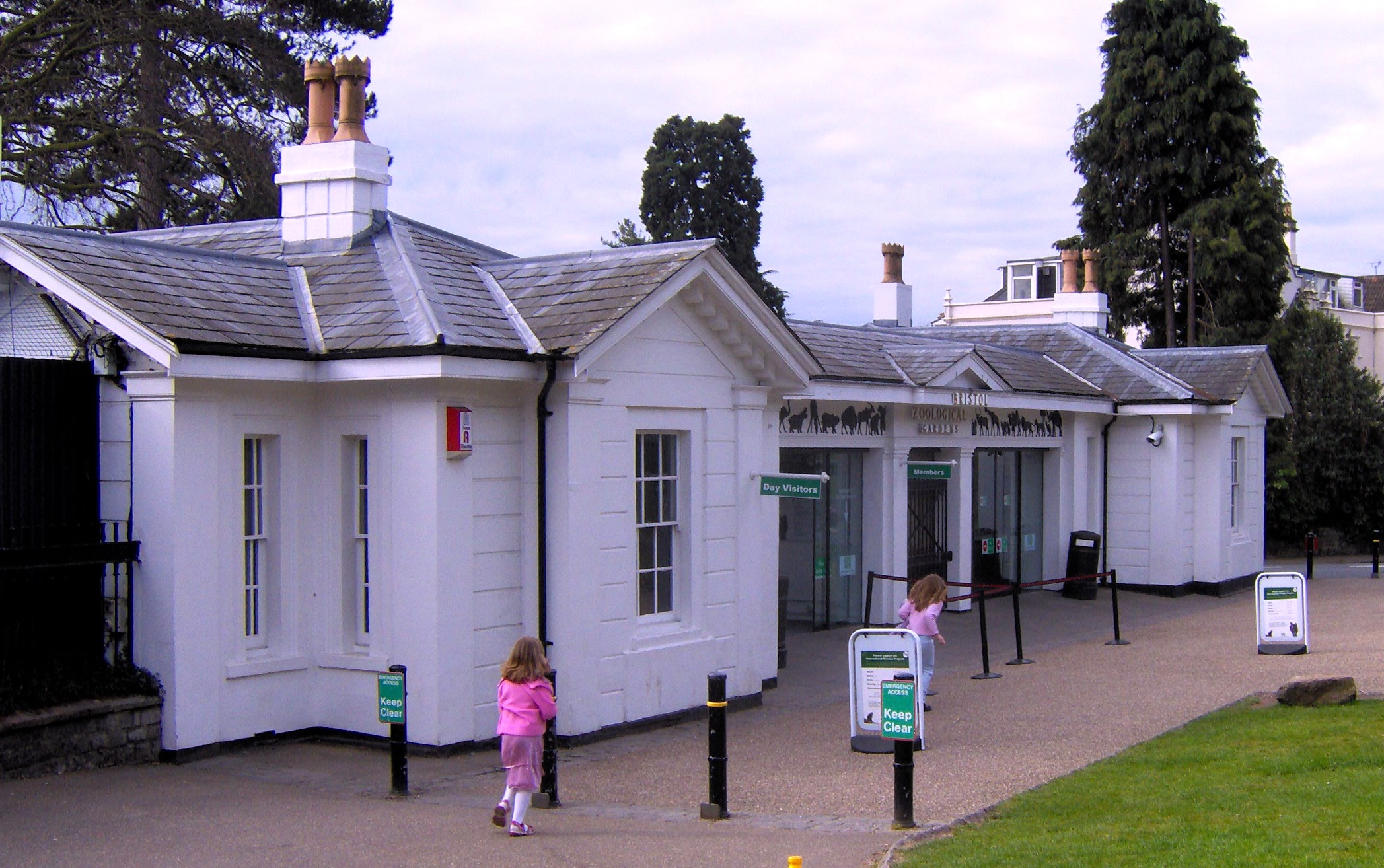
Wejście główne

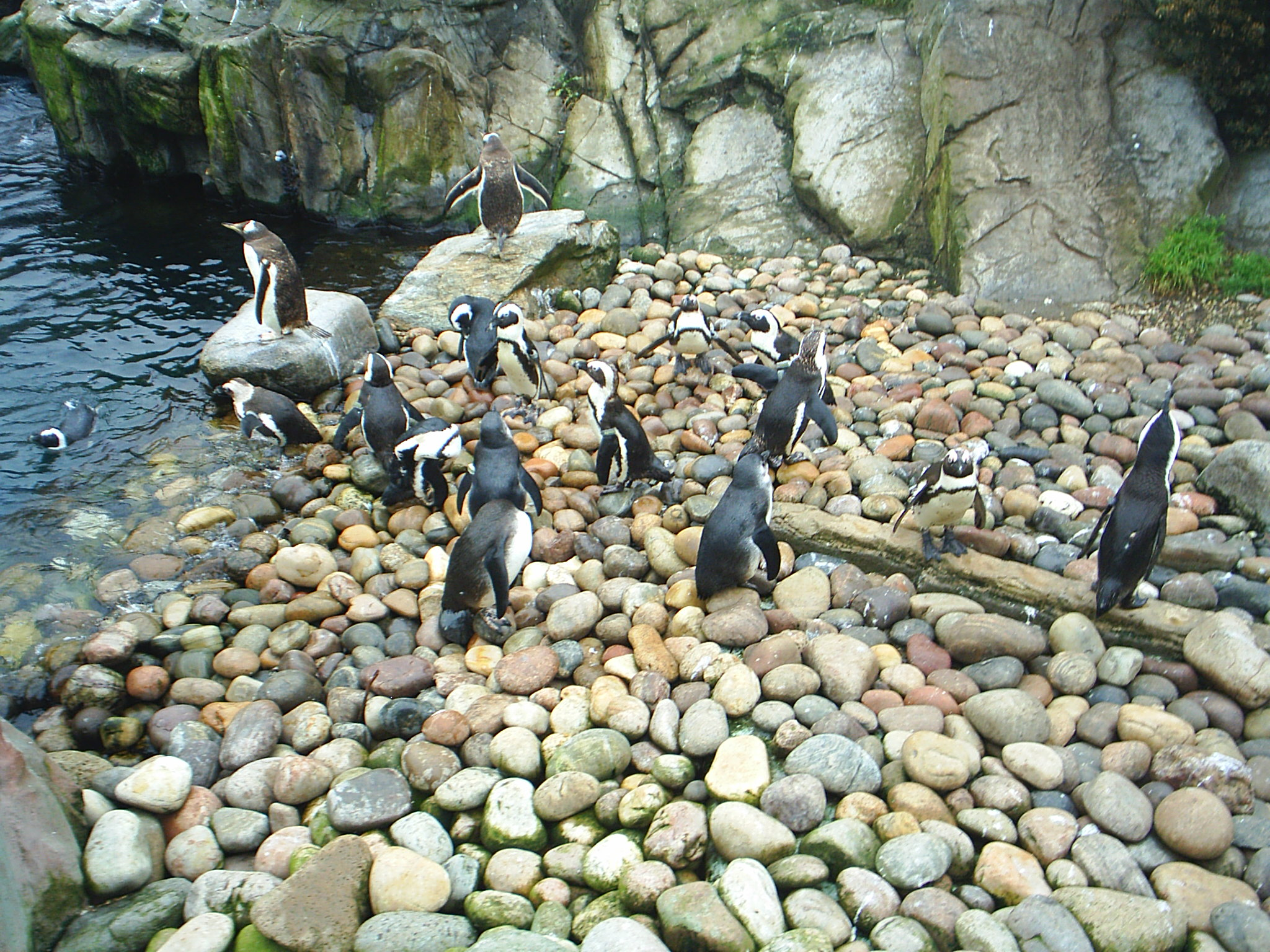
Wybrzeże pingwinów

Bristol Zoo – ogród zoologiczny w Anglii, w Bristolu. Jest to najstarszy obiekt tego typu  na świecie zbudowany poza stolicą kraju, a piąty w ogóle, otwarty w 1836. Zoo zajmuje powierzchnię 4,85 hektarów, zamieszkuje go 7155 zwierząt z ok. 450 gatunków. Część ogrodu, m.in. pawilon dla żyraf, jest objęta ochroną jako zabytek.

## Położenie
Zoo w Bristolu znajduje się w zachodniej części miasta, w dzielnicy Clifton, we wschodniej części wąwozu Avon na skraju parku Bristol Downs, w pobliżu zabytkowego Clifton Suspension Bridge. Jego powierzchnia wynosi 4,85 ha.

## Historia
Ogród został założony w 1835 przez stowarzyszenie Bristol, Clifton and West of England Zoological Society; rok później został otwarty dla publiczności. Grunty pod budowę ogrodu zakupiło 220 akcjonariuszy; niektóre akcje są w rękach prywatnych aż do dziś, choć jedyną korzyścią z ich posiadania jest bezpłatny wstęp do zoo. W momencie otwarcia był piątym ogrodem zoologicznym na świecie. W XIX w. ogród organizował wiele imprez, m.in. wystawy kwiatów, występy orkiestr, wycieczki łodzią po jeziorze itp.; wiele elementów jego architektury zostało wybudowanych z myślą o tych dodatkowych atrakcjach. W latach 1869–1919 w ogrodzie mieszkała słonica Zebi, znana ze zjadania odwiedzającym słomkowych kapeluszy. Podczas II wojny światowej część zwierząt ewakuowano w bezpieczniejsze miejsca, a kwietniki wykorzystywano do uprawy warzyw. Po zbombardowaniu Bristolu główny pawilon przejęło Bristol Aeroplane Company. Największy rozwój ogrodu miał miejsce w latach 50. i 60. XX w. W 1961 zdechła słonica Rosi, szczególnie popularna wśród dzieci, które mogły odbyć na niej przejażdżkę (oblicza się, że za życia słonicy dzieci wsiadały na nią 80 000 razy). W 1958 w zoo urodził się niedźwiedź polarny Sebastian. Roczny rekord odwiedzin został ustanowiony w 1967, kiedy to ogród odwiedziło 1 134 488 ludzi.

## Zwierzęta
Ogród jest schronieniem dla ok. 450 gatunków zwierząt. Z powodu niewielkiej powierzchni część z nich przeniesiono do tworzonego obecnie parku National Wildlife Conservation Park w Cribbs Causeway, położonego na północ od miasta. W ogrodzie znajdują się ssaki, gady i płazy, bezkręgowce oraz ryby. W 1999 otwarto The Seal and Penguin Coast, część przeznaczoną dla pingwinów i fok, które można obserwować również pod wodą. W zoo udało się rozmnożyć kilka rzadkich lub trudnych do rozmnożenia w niewoli gatunków, w tym po raz pierwszy w Wielkiej Brytanii saimiri.